# Gemmula periscelida
Gemmula periscelida är en snäckart som först beskrevs av Dall 1889.  Gemmula periscelida ingår i släktet Gemmula och familjen Turridae. Inga underarter finns listade i Catalogue of Life.